# Fonctionnaire de sécurité des systèmes d'information
Le fonctionnaire de sécurité des systèmes d'information (FSSI) est, au sein d'un département ministériel français, la personne qui véhicule les informations concernant la sécurité informatique, définit les méthodes permettant de se protéger des risques identifiés ou à venir et contrôle l'application des règles de sécurité mises en place,,.